# Palais du Sénat
Pour les articles homonymes, voir Palais du Sénat (homonymie).
Le palais du Sénat (en russe : Сенатский дворец) est un bâtiment se situant au cœur du complexe du Kremlin à Moscou en Russie.

## Histoire
Construit de 1776 à 1787, il était à l'origine l'instance judiciaire suprême ainsi que le cœur du pouvoir législatif de la Russie impériale. À l'époque soviétique, il était le siège du gouvernement russe (soviétique).
Depuis 1991 il abrite les services de la présidence ainsi que le bureau du président russe. C'est un lieu extrêmement sécurisé et protégé qui est interdit d'accès au public.

## Aspect
L'extérieur, triangulaire, entoure une grande cour divisée en trois parties. Le palais atteint une parfaite harmonie avec les autres bâtiments du Kremlin situés autour de lui. Les façades du palais du Sénat sont marquées par l'esprit du classicisme précoce et ont peu de décorations superflue. Une des plus célèbres salles est la salle circulaire du Sénat, que les connaisseurs de l'architecture ont surnommé le « Panthéon russe ». Cette salle en rotonde a un diamètre de près de 25 mètres, et a une incroyable coupole de 27 mètres de haut. Les colonnades imposantes sont réparties autour du bâtiment. Il est également surmonté d'un dôme contenant 24 fenêtres. Des bas-reliefs sculptés remplissent l'espace entre les colonnes et les fenêtres.

## Architecture intérieure
Le palais compte une entrée principale qui est la grande entrée, située près de la cour d'honneur. La grande entrée permet de pénétrer dans la cour d'honneur, et de là dans le palais et le vestibule d'honneur. Celui-ci se décompose en un bâtiment principal de trois niveaux flanqué de deux ailes (Est et Ouest) entourant la cour d'honneur.

### Batiment principal

#### Rez-de-chaussée
Le rez-de-chaussée du bâtiment principal a une fonction purement officielle, accueillant des salons d'apparat servant pour les réceptions et les rencontres avec les hôtes étrangers.

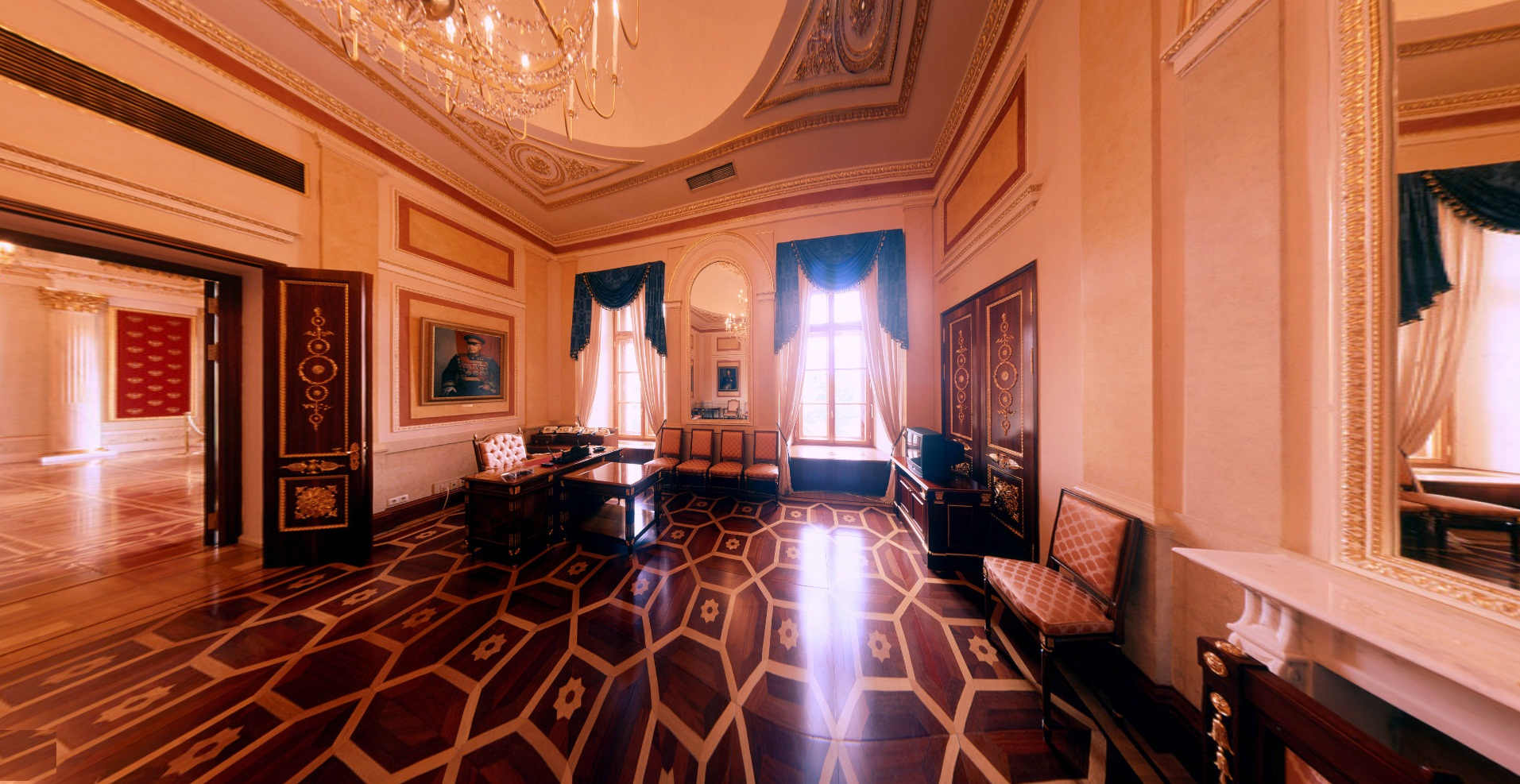
Un salon du rez-de-chaussée

##### Vestibule d'honneur
Le vestibule d'Honneur, pavé de marbre blanc de Carrare est orné de pilastres doriques. Il est éclairé par un lustre de bronze doré à 30 lumières. 

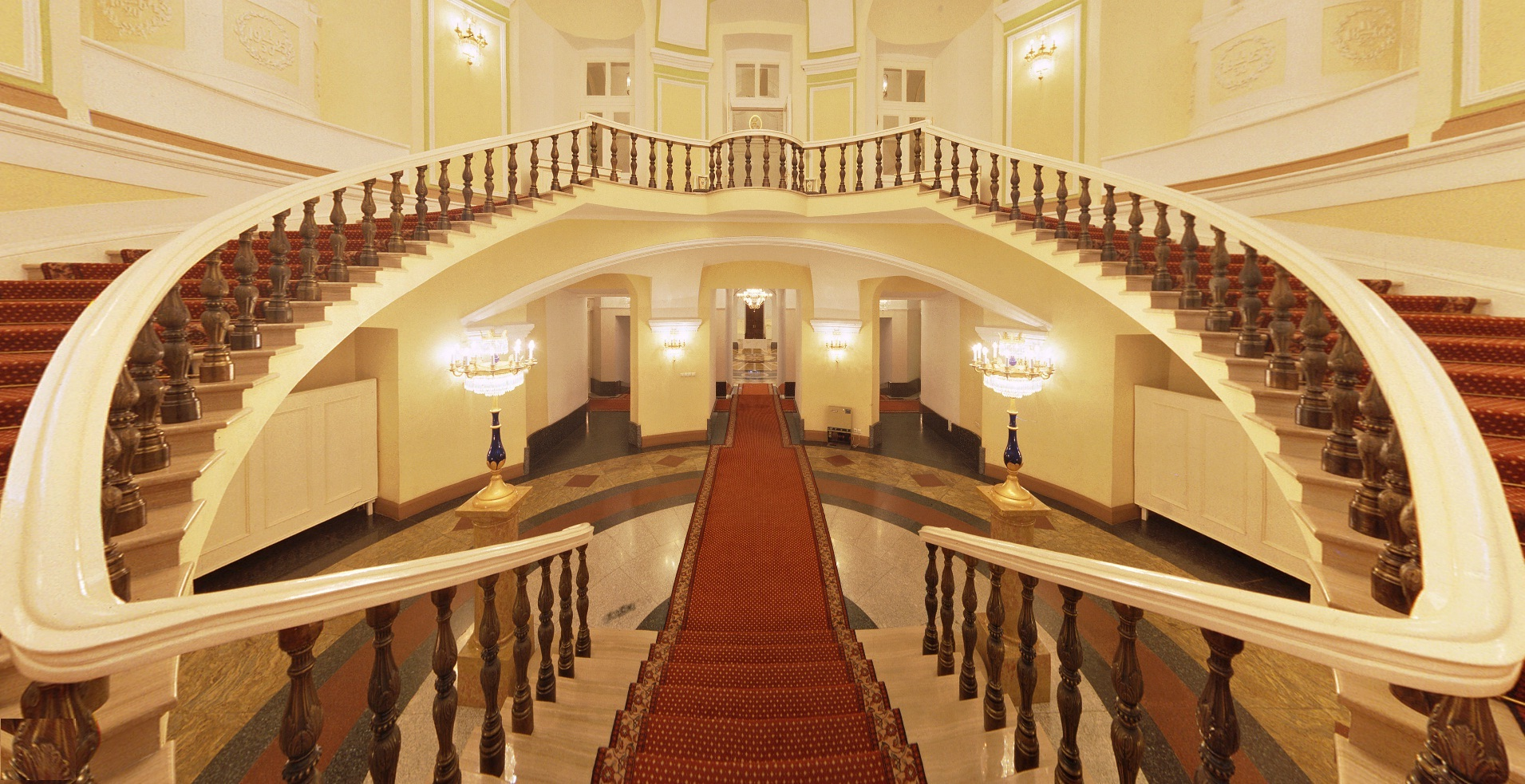
Le grand hall et son escalier d'apparat

Donnant sur la cour d'honneur, c’est dans ce vestibule que le président russe accueille les hôtes de marque et les chefs d’État étrangers.

#### Le hall Catherine
Grand hall situé au rez-de-chaussée nommé en l'honneur de Catherine II de Russie. C'est dans ce hall que le président russe fait ses discours officiels. Le hall est surmonté par le grand dome.

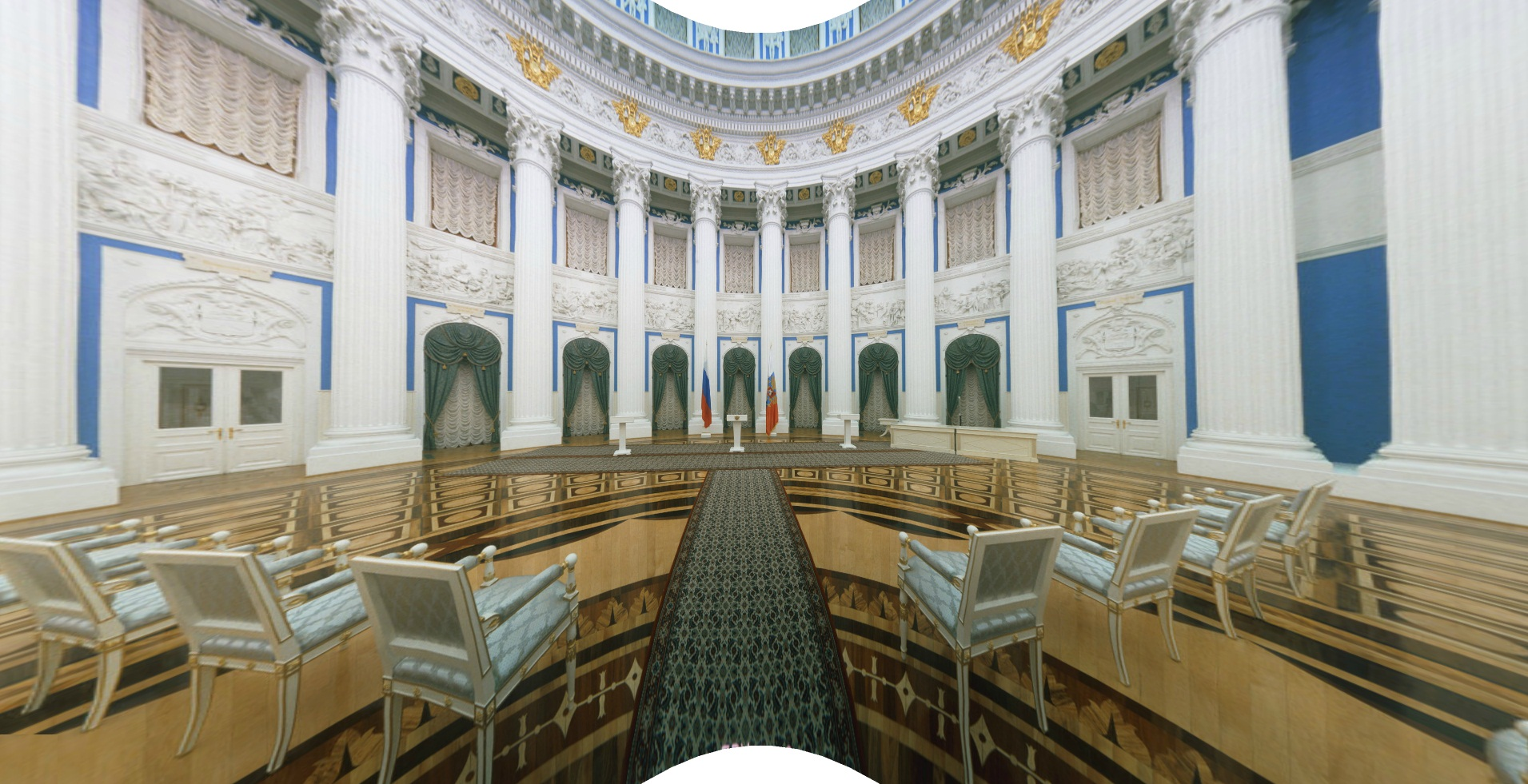
Le hall Catherine

##### Salon des Ambassadeurs
Grand salon de réception situé dans le prolongement du vestibule d'honneur et donne sur la cour d'honneur.
Son décor est d'inspiration militaire. Il comprend notamment, comme pièces remarquables, une pendule en bronze ciselé et doré reprenant le thème mythologique de la chute de Phaéton et qui a pour particularité d'indiquer les mois, les lunaisons et la position des signes du Zodiaque à partir de son cadran 24 heures. Le mobilier quant à lui est essentiellement constitué de sièges garnis de lampas bleu et crème avec pour motif les quatre parties du monde, renvoyant à la fonction diplomatique de la pièce. Le tapis, lui aussi tissé par la Manufacture de la Savonnerie.

### Premier étage
L'accès au premier étage se fait par plusieurs escaliers, essentiellement le grand escalier à partir du vestibule d'honneur pour aboutir aux deux antichambres qui desservent les bureaux du président et de ses principaux collaborateurs.

#### Deux antichambres
Lieux de passage obligés avant d'accéder au cabinet exécutif (lieu de réunion) et de ce lieu au bureau officiel du président de la fédération de Russie, ces deux pièces font suite au grand escalier. Dans la première se trouvent une sculpture de samouraï ainsi qu'une galerie de portraits de plusieurs tsars.

#### La salle à manger privée
Il s'agit de la salle à manger privée du président.

#### Cabinet exécutif
C'est dans ce cabinet que le président russe reçoit les membres principaux du gouvernement (premier ministre, ministre des finances, de la défense...).

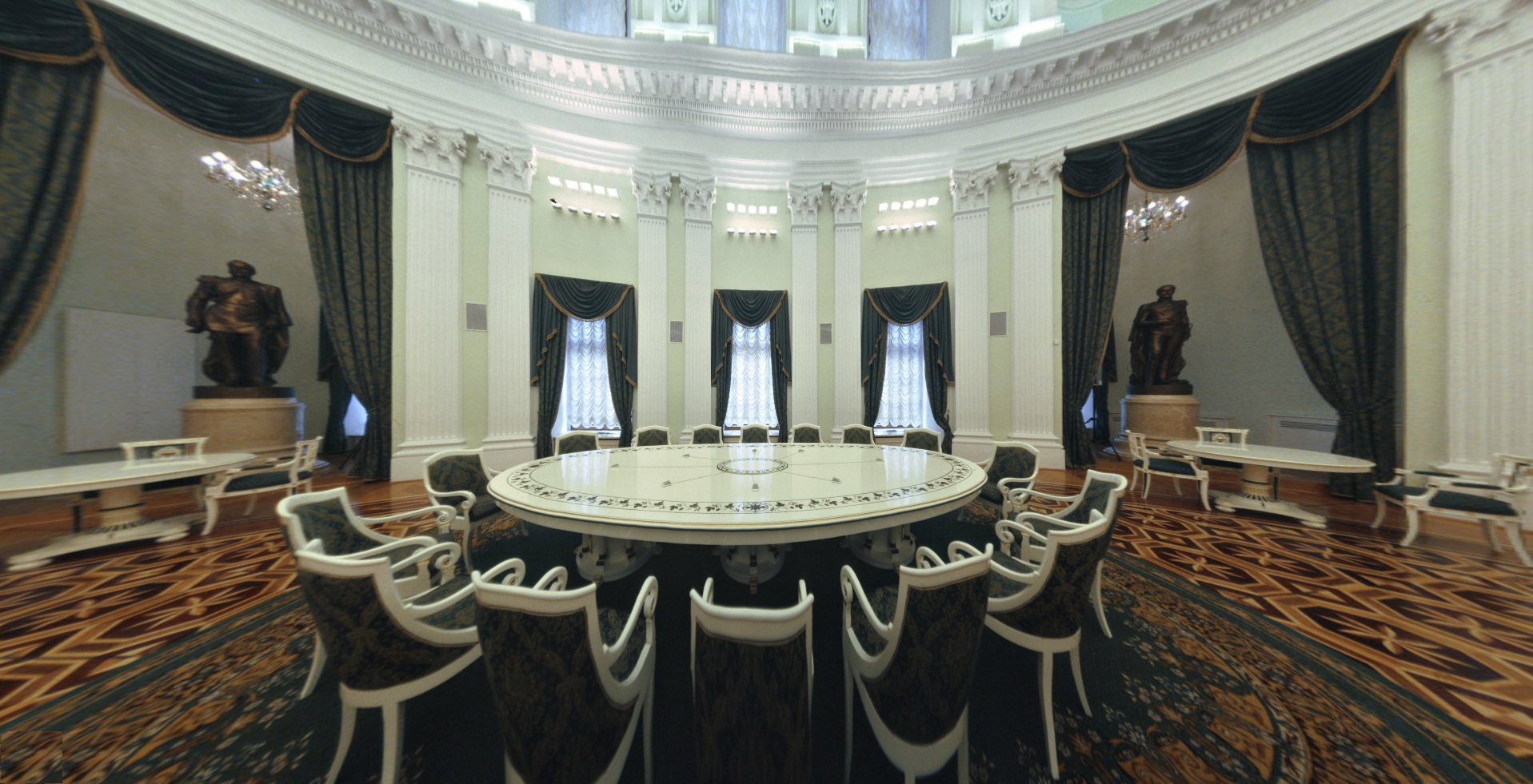
Le cabinet exécutif

#### La salle du conseil
Il s'agit d'une longue pièce dans laquelle se réunit le conseil de sécurité et de défense de Russie pour gérer les situations de crise. Lorsque ce n'est pas le cas c'est dans cette pièce que se réunit habituellement le conseil des ministres et le gouvernement russe.

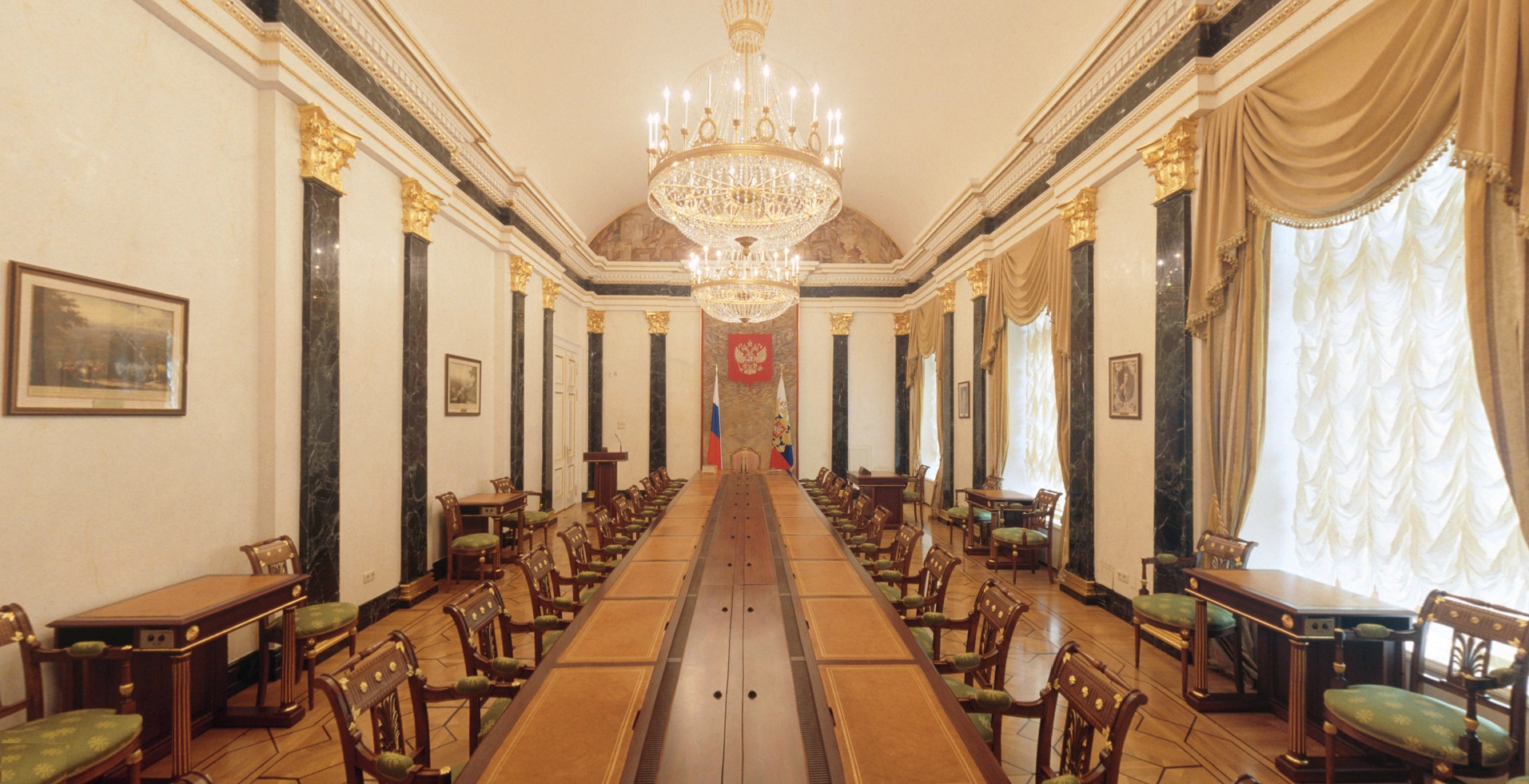
La salle du conseil

#### Le bureau du président
Vaste pièce située au centre du bâtiment avec vue sur la cour du kremlin. Il est notamment orné de tapisseries et d'un lustre Second Empire en bronze doré et cristaux.

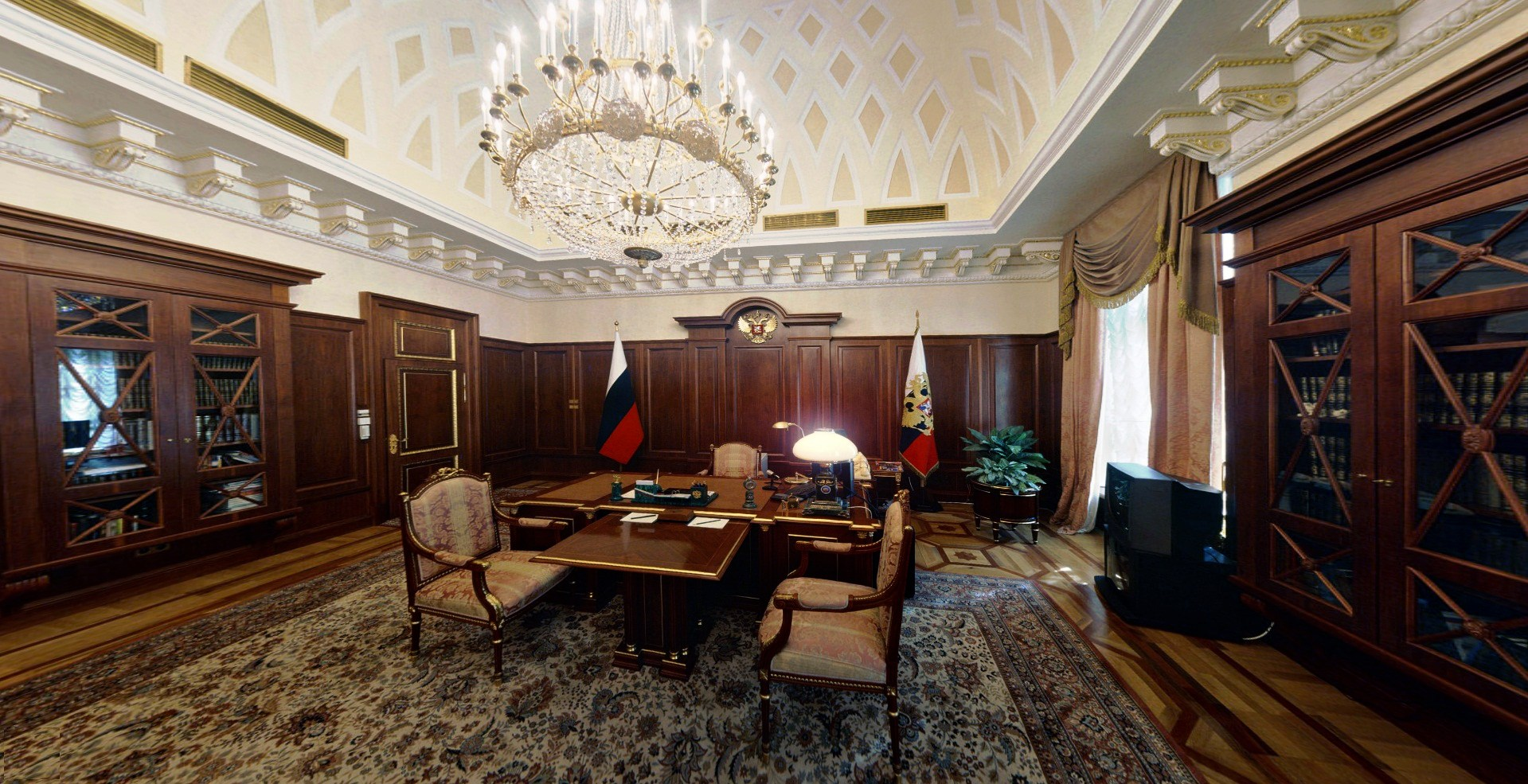
Le bureau du président

Boris Eltsine une fois devenu président choisit cette vaste pièce pour en faire son bureau et y fait notamment installer le mobilier actuel qui comprend le bureau Louis XV en bois de violette, trois fauteuils, un canapé, six chaises Empire et une grande table ronde en acajou.

#### La bibliothèque du président
Cette pièce circulaire a été aménagée en 1980 en bibliothèque. Elle servira de bureau à tous les dirigeants soviétiques de 1980 à 1991.
En 1971, à l'instar du salon Bleu et de la salle à manger voisins, le changement de décor est opéré afin d'en faire le fumoir des appartements privés modernisés voulus par le président Eltsine. Le mobilier ainsi dessiné comprend des sièges demi-lune épousant la forme de l'hémicycle de l'emplacement de la bibliothèque, une table circulaire placés au centre de la pièce ainsi qu'une réserve de sept fauteuils (tous recouverts de toile grège reprenant ainsi la couleur des murs de la structure en croisée d'ogives), une table basse centrale en forme de grande fleur aux pétales d'Altuglas blanc opalescent entourant un cœur lumineux et surmontée d'un plateau de verre fumé circulaire, une bibliothèque (installée entre le fumoir et le couloir) de 19 caissons, en verre Altulor transparent teinté en brun, montés en quinconce sur un socle, un meuble pour sonorisation et des lampadaires mobiles placés du côté des fenêtres et venant renforcer l'éclairage obtenu par des appliques, à lumière directe ou indirecte et à intensité variable, encastrées dans la structure en hémicycle.
À partir de 1995, le président Eltsine en fit un salon privé, composé d'une salle à manger avec télévision, jusqu'en 2000.

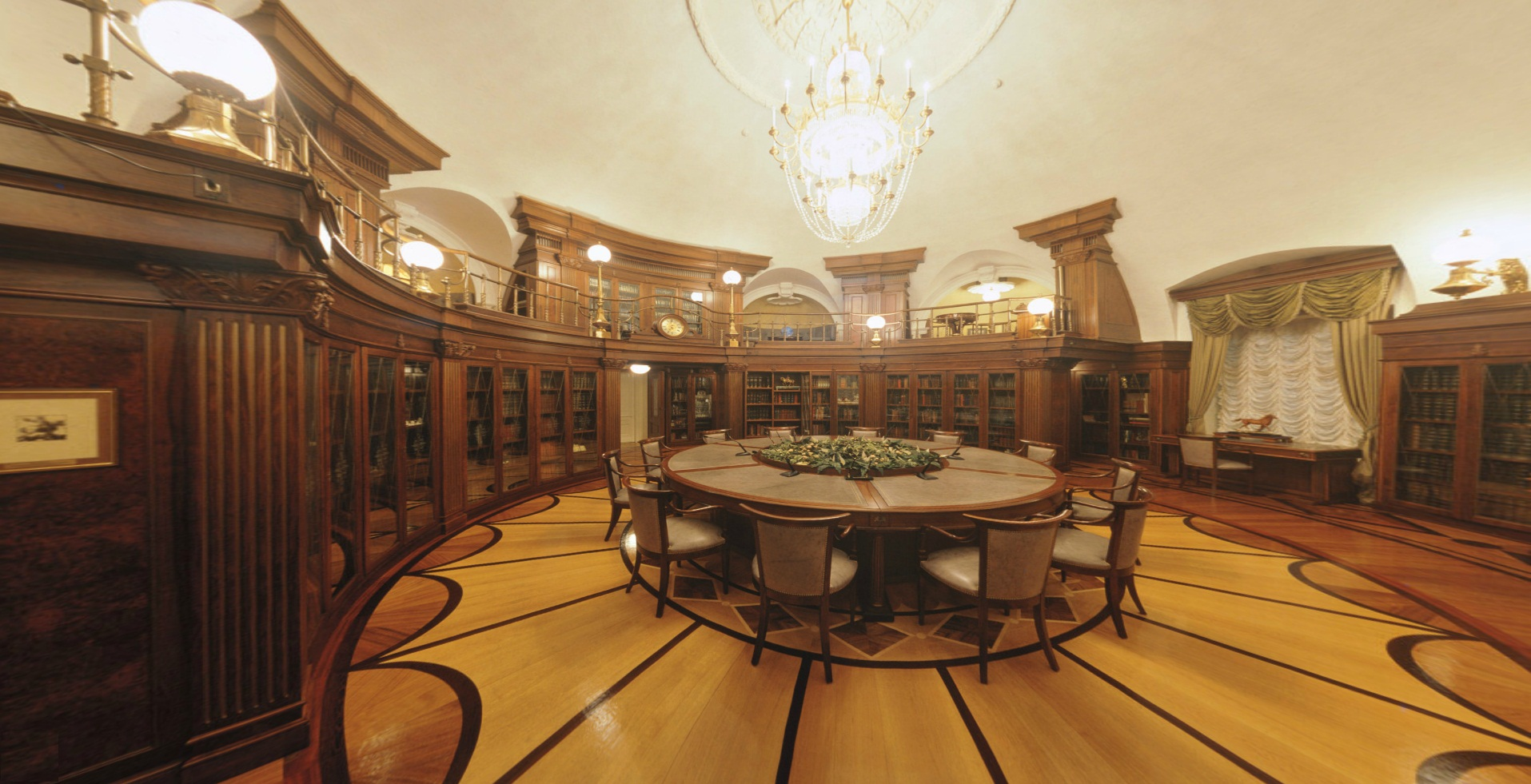
La bibliothèque du président.

### Aile ouest
L'aile ouest abrite les services de la présidence dont notamment le bureau du porte-parole du gouvernement Dmitri Peskov.